# Handroanthus pedicellatus
Handroanthus pedicellatus là một loài thực vật có hoa trong họ Chùm ớt. Loài này được (Bureau & K.Schum.) Mattos mô tả khoa học đầu tiên năm 1970.